# Pollenia khasiensis
Pollenia khasiensis är en tvåvingeart som först beskrevs av Senior-white 1923.  Pollenia khasiensis ingår i släktet vindsflugor, och familjen spyflugor. Inga underarter finns listade i Catalogue of Life.